# Chaetozone flagellifera
Chaetozone flagellifera är en ringmaskart som beskrevs av José María Alfono Félix Gallardo 1968. Chaetozone flagellifera ingår i släktet Chaetozone och familjen Cirratulidae. Inga underarter finns listade i Catalogue of Life.